# Castelãos
Castelãos ist ein Ort und eine ehemalige Gemeinde (Freguesia) im portugiesischen Kreis Macedo de Cavaleiros. Die Gemeinde hatte 445 Einwohner (Stand 30. Juni 2011).
Am 29. September 2013 wurden die Gemeinden Castelãos und Vilar do Monte zur neuen Gemeinde União das Freguesias de Castelãos e Vilar do Monte zusammengeschlossen. Castelãos ist Sitz dieser neu gebildeten Gemeinde.